# Valentin Mogilniy
Valentin Mogilniy (russo: Валентин Moьнлцн) (Leninsk-Kuznetsky, 18 de dezembro de 1965) foi um ginasta que competiu em provas de ginástica artística pela União Soviética e posteriormente, pela Rússia. 
Mogilny iniciou-se na ginástica em sua cidade natal. Mais tarde, mudou-se para Moscou, onde foi treinado por Alexander Alexandrov. Em 1980, aos dezoito anos, estreou em competições. Na Copa Soviética Júnior, conquistou cinco medalhas nas cinco finais que disputou: foi prata no concurso geral, no cavalo com alças, nas barras paralelas e na barra fixa, e bronze nos exercícios de solo. Dois anos mais tarde, foi o medalhista de ouro por equipes e o de prata no cavalo com alças do Jr. Friendship Tournament. Em 1983, estreou na Copa Chunichi, da qual saiu-se como terceiro colocado nas disputas do salto. No ano seguinte, encerrou o Campeonato Nacional Soviético na sétima colocação. Ao subir quatro colocações na edição seguinte, tornou-se o medalhista de bronze geral. Mais adiante, disputou seu primeiro campeonato continental, o Europeu de Helsinque, no qual conquistou duas medalhas nas seis finais que disputou: prata no concurso geral e nas argolas. Em seguida, na Universíada de Kobe, foi o campeão por equipes. No individual geral, fora o segundo colocado e, nos aparelhos, venceu as provas do cavalo com alças e da barra fixa. Por fim, no Mundial de Montreal tornou-se trimedalhista, ao conquistar três ouros - equipe, cavalo com alças e barras paralelas.
Entre 1986 e 1991, o ginasta alcançou conquistas em Universíadas, campeonatos nacionais, campeonatos europeus e campeonatos mundiais, em um total de dezessete medalhas, com destaque para o Europeu de, no qual conquistou três medalhas de ouro individuais, entre elas, a do concurso geral. Afastado das competições desde então, Valentin retornou em 1994, disputando a Reese's International Cup. Na ocasião, saiu-se medalhista de bronze. Na edição posterior, em 1995, tornou-se campeão. Em 1996, após uma quarta colocação na terceira edição da Reese's de que participou, encerrou a carreira competitiva. Divorciado da também ex-ginasta Olga Bicherova, com quem teve um filho, mudou-se para a França, onde trabalha como treinador.